# Llista d'episodis d'Inazuma Eleven
Inazuma Eleven (japonès: イナズマイレブン, hepburn: Inazuma Irebun, lit. 'Els onze llampecs') és una sèrie de televisió d'animació japonesa emesa entre el 2008 i el 2011 basada en la sèrie de videojocs del mateix nom de Level-5. La sèrie d'animació va ser produïda per OLM, Inc. sota la direcció de Katsuhito Akiyama i consta de 127 episodis.
L'anime es va començar a emetre en català el 10 d'octubre del 2022, coincidint amb la renovació del Canal Super3, el SX3. El mateix 10 d'octubre es van publicar els primers 10 episodis de la sèrie a la web del SX3. Se'n van publicar deu cada setmana.

## Temporades
| Temporada | Temporada | Episodis | Episodis | #  | #  | Dates d'emissió     | Dates d'emissió     | Dates d'emissió en català | Dates d'emissió en català |
| Temporada | Temporada | Episodis | Episodis | #  | #  | Primera emissió     | Última emissió      | Primera emissió           | Última emissió            |
| --------- | --------- | -------- | -------- | -- | -- | ------------------- | ------------------- | ------------------------- | ------------------------- |
|           | 1         | 1-26     | 1-26     | 26 | 26 | 5 d'octubre de 2008 | 29 de març de 2009  | 10 d'octubre de 2022      | 26 d'octubre de 2022      |
|           | 2         | 27-67    | 27-67    | 41 | 41 | 8 d'abril de 2009   | 27 de gener de 2010 | 27 d'octubre de 2022      | 24 de novembre de 2022    |
|           | 3         | 68-127   | 68-127   | 60 | 60 | 3 de febrer de 2010 | 27 d'abril de 2011  | 24 de novembre de 2022    | 5 de gener de 2023        |

## Llista d'episodis

### 1a temporada (2008–09)
| Núm. total | Núm. de la temporada | Títol                                                                                                | Data d'emissió original | Data d'emissió en català |
| --- | -------------------- | --- | ----------------------- | ------------------------ |
| 1 | 1                    | Juguem a futbol! Sakkā Yarou ze! (サッカーやろうぜ)                                                  | 5 d'octubre de 2008     | 10 d'octubre de 2022     |
| En Mark Evans, el net d'un porter llegendari, torna a posar en marxa l'equip de futbol oblidat de l'institut Raimon. Mentre l'equip comença a créixer, s'enfronten a un altre rival llegendari. |                      | |                         |                          |
| 2 | 2                    | Aquests són els de la Royal Academy! Teikoku ga Kita! (帝国が来た!)                                  | 12 d'octubre de 2008    | 10 d'octubre de 2022     |
| El Raimon ha rebut una bona notícia: jugaran un partit amistós! Llàstima que el partit sigui contra l'equip més bo de tot el país! Quan salten al camp, la situació és desesperada, llevat que algú pugui fer un miracle inesperat! |                      | |                         |                          |
| 3 | 3                    | Busquem la tècnica insuperable! Amidase Hissatsu-waza! (あみだせ必殺技!)                             | 19 d'octubre de 2008    | 11 d'octubre de 2022     |
| L'equip encara és als núvols després de la victòria inesperada contra la Royal Academy, però encara tenen molta feina a fer. En Kevin està enfadat amb ell mateix i gelós de l'Axel, que ha marcat el gol de la victòria. Tant de bo ell també tingués un xut tan poderós!                                                             |                      | |                         |                          |
| 4 | 4                    | Ha arribat el drac! Doragon ga Deta! (ドラゴンが出た!)                                               | 26 d'octubre de 2008    | 11 d'octubre de 2022     |
| És dia de partit per al Raimon, i juguen contra un equip que fa por a tothom, l'institut Occult. Tenen un munt de trucs esgarrifosos sota la màniga i, si en Mark i la resta de l'equip no endevinen com trencar l'encanteri, ho tindran ben fumut!                                                                                    |                      | |                         |                          |
| 5 | 5                    | On és el quadern secret? Hiden-sho wa doko da! (秘伝書はどこだ!)                                     | 2 de novembre de 2008   | 12 d'octubre de 2022     |
| El torneig Futbol Frontier és a punt de començar i, al primer partit, el Raimon s'enfrontarà a les bèsties terrorífiques de l'institut Wild. Tothom sap que, o troben una nova supertècnica, o el Raimon no tindrà cap opció de guanyar. Però just quan ja gairebé han perdut l'esperança, en Mark troba un altre quadern del seu avi! |                      | |                         |                          |
| 6 | 6                    | El Trampolí Llampec Kore ga Inazuma Otoshi da! (これがイナズマ落としだ!)                             | 9 de novembre de 2008   | 12 d'octubre de 2022     |
| Els jugadors del Raimon ja estan preparats per al gran partit contra l'institut Wild. Tots, menys un jugador, en Jack Wallside. Té por a les alçàries, i això li dificulta fer el Trampolí Llampec, que els és indispensable. Podrà superar aquesta por a temps i salvar el partit?                                                    |                      | |                         |                          |
| 7 | 7                    | Duel a la riba Kasenshiki no Kettō! (河川敷の決闘!)                                                  | 16 de novembre de 2008  | 13 d'octubre de 2022     |
| El Raimon entrena fort per al proper partit del torneig Futbol Frontier, i la gent els està començant a mirar amb uns altres ulls, incloent-hi el seu proper rival, l'institut Brain. El problema és que el Brain els ha analitzat a la perfecció i, si els volen guanyar, hauran de passar al nivell següent.                         |                      | |                         |                          |
| 8 | 8                    | Els temibles ciberfutbolistes Kyōfu no Sakkā Saibōgu! (恐怖のサッカーサイボーグ!)                    | 23 de novembre de 2008  | 13 d'octubre de 2022     |
| El Raimon juga un altre partit important contra els robots de l'institut Brain. Mai ningú no els ha marcat cap gol ni els ha guanyat. Però si el Raimon vol passar de fase, ho haurà de fer. Com ho aconseguirà, si les opcions de guanyar són tan petites?                                                                            |                      | |                         |                          |
| 9 | 9                    | Amunt, Willy! Megane, tatsu! (目金、立つ!)                                                           | 30 de novembre de 2008  | 14 d'octubre de 2022     |
| L'Axel es lesiona i no podrà jugar el proper partit, però el seu pròxim rival és l'equip més dèbil de tot el torneig i no hauria de ser gaire difícil, guanyar-los. En Mark i la resta de l'equip no en saben res, del seu proper rival, i per això van en un cafè molt especial per conèixer-los una mica més.                        |                      | |                         |                          |
| 10 | 10                   | L'espia de la Royal Academy Teikoku no Supai! (帝国のスパイ!)                                        | 7 de desembre de 2008   | 14 d'octubre de 2022     |
| El Raimon està en més bona forma que mai, però els equips contra qui juguen, també. Tot i així, els seus rivals farien qualsevol cosa per evitar que el Raimon guanyi, i això provoca que passin de la ratlla i que caiguin les caretes.                                                                                               |                      | |                         |                          |
| 11 | 11                   | Tenim un nou entrenador! Shin Kantoku o Sagase! (新監督を探せ!)                                      | 14 de desembre de 2008  | 17 d'octubre de 2022     |
| No falten gaires dies per al partit contra la Royal Academy, però els jugadors del Raimon han de trobar un nou entrenador, si no volen quedar desqualificats del torneig abans de jugar el partit. Tot l'equip s'hi esforça al màxim possible, però el temps juga en contra seva. Aconseguiran trobar-lo?                              |                      | |                         |                          |
| 12 | 12                   | Final contra la Royal Academy. Primera part! Kessen! Teikoku Gakuen Zenpen!! (決戦!帝国学園・前編!!) | 21 de desembre de 2008  | 17 d'octubre de 2022     |
| L'equip arriba a la Royal Academy per jugar el partit més important de la seva vida. Però, abans de començar, han d'esvair els núvols de sospites que planen pertot arreu. En Ray Dark els ha parat una trampa. Però, quina? I quan la durà a terme?                                                                                   |                      | |                         |                          |
| 13 | 13                   | Final contra La Royal. Segona part! Kessen! Teikoku Gakuen Kōhen!! (決戦!帝国学園・後編!!)           | 28 de desembre de 2008  | 18 d'octubre de 2022     |
| En Ray Dark ha quedat fora de joc, i el partit contra la Royal Academy ja pot començar de veritat. I és un partit molt important! L'equip que el guanyi es proclamarà campió! Però en Mark, que no deixa de pensar en la història de la Celia i en Jude, comença a tenir dubtes sobre la victòria.                                     |                      | |                         |                          |
| 14 | 14                   | L'equip llegendari Densetsu no Irebun! (伝説のイレブン!)                                             | 4 de gener de 2009      | 18 d'octubre de 2022     |
| L'equip no es pot creure que hagi vençut la Royal Academy i que s'hagi proclamat campió del districte. Un cop s'han calmat els ànims de la celebració, un personatge misteriós es presenta al restaurant de l'entrenador Hillman. De veritat va formar part del llegendari Inazuma Eleven? I els acaba de desafiar a un partit?        |                      | |                         |                          |
| 15 | 15                   | Per fi comença el Torneig Nacional! Kita ze! Zenkoku Taikai!! (来たぜ!全国大会!!)                    | 11 de gener de 2009     | 19 d'octubre de 2022     |
| El Raimon té la vista posada en el torneig nacional i està decidit a guanyar-lo. Està entrenant molt per aconseguir-ho, però s'ha d'enfrontar a alguns obstacles: l'amenaça a la seu del club de futbol i la possible marxa d'en Nathan. La decisió és a les seves mans. Què farà?                                                     |                      | |                         |                          |
| 16 | 16                   | Futbol a l'estil ninja Yabure! Ninja Sakkā!! (破れ!忍者サッカー!!)                                   | 18 de gener de 2009     | 19 d'octubre de 2022     |
| En Nathan segueix a l'equip, de moment, i el Raimon pot seguir i concentrar-se en el torneig. Han de fer-ho, perquè al primer partit s'enfrontaran amb el veloç equip de l'institut Shuriken. |                      | |                         |                          |
| 17 | 17                   | La decisió d'en Jude Kidō no Ketsui! (鬼道の決意!)                                                   | 25 de gener de 2009     | 20 d'octubre de 2022     |
| L'ajustada victòria contra el Shuriken dona ales al Raimon, però a l'altre cantó del torneig, la completa destrucció de la Royal Academy per part de l'institut Zeus deixa tothom espantat. Si el Raimon vol guanyar el Zeus, haurà d'entrenar encara més fort i potser reclutar nous membres.                                         |                      | |                         |                          |
| 18 | 18                   | Cal trencar la Muralla Infinita! Kudake! Mugen no Kabe!! (砕け!無限の壁!!)                           | 1 de febrer de 2009     | 20 d'octubre de 2022     |
| La incorporació d'en Jude Sharp augmenta la potència del Raimon, i l'equip està preparat per jugar contra l'institut Farm i la seva defensa impenetrable. Hauran de coordinar molt bé les passades, si no volen que tota la feina feta se'n vagi en orris!                                                                             |                      | |                         |                          |
| 19 | 19                   | Torna un geni! Yomigaetta Tensai! (よみがえった天才!)                                                | 8 de febrer de 2009     | 21 d'octubre de 2022     |
| L'Erik Eagle ha tornat! Ha renascut de les seves cendres com un fènix i torna per visitar els seus amics. Just a temps, perquè el Raimon està desesperat buscant noves supertècniques i el Tri-Pegàs és justament el que necessita. |                      | |                         |                          |
| 20 | 20                   | La tècnica insuperable. El Triangle Z! Hissatsu no Toraianguru Z! (必殺のトライアングルZ!)           | 15 de febrer de 2009    | 21 d'octubre de 2022     |
| El Raimon es prepara per rebre el seu nou rival, l'institut Kirkwood, que és l'antic institut de l'Axel. Alguns membres de l'equip encara li tenen tírria i faran tot el que podran per venjar-se'n. A veure si l'equip del Raimon serà prou fort per superar aquest odi!                                                              |                      | |                         |                          |
| 21 | 21                   | Un duel ferotge amb el Kirkwood! Gekitō! Kidokawa Seishū!! (激闘!木戸川清修!!)                       | 22 de febrer de 2009    | 24 d'octubre de 2022     |
| Els germans Murdock i la seva ràbia dominen el partit, però cal que els jugadors del Raimon els superin, si volen arribar a la final. Ara per ara, estan jugant de forma individual i sense cooperar amb la resta de l'equip. Si no juguen tots junts, s'hauran d'acomiadar del seu somni.                                             |                      | |                         |                          |
| 22 | 22                   | Més enllà de la Mà Celestial Goddo Hando o Koero! (ゴッドハンドを超えろ!)                            | 1 de març de 2009       | 24 d'octubre de 2022     |
| El Raimon ha arribat a la final, però tothom està molt nerviós perquè s'enfrontaran al terrorífic institut Zeus. En Mark està convençut que el Raimon no és prou bo i, per acabar-ho d'adobar, sembla que en Ray Dark està preparant alguna cosa per sabotejar el partit. Ho aconseguirà?                                              |                      | |                         |                          |
| 23 | 23                   | El desafiament d'un déu! Kami no chōsen-jō! (神の挑戦状!)                                            | 8 de març de 2009       | 25 d'octubre de 2022     |
| A mesura que s'acosta la final contra el Zeus, els nervis i la por del Raimon van augmentant. L'equip està treballant molt, però el nivell que han d'assolir els queda molt lluny. Aconseguiran arribar-hi abans de la final? |                      | |                         |                          |
| 24 | 24                   | És l'hora de preparar-se! Gasshuku Yarou ze! (合宿やろうぜ!)                                         | 15 de març de 2009      | 25 d'octubre de 2022     |
| El partit contra el Zeus cada cop és més a prop i en Mark encara no domina la Mà Màgica. L'entrenador Hillman decideix que tot l'equip acampi a l'institut com si se n'anessin de campaments. |                      | |                         |                          |
| 25 | 25                   | La batalla final. Primera part! Saigo no Kessen! (最後の決戦!)                                       | 22 de març de 2009      | 26 d'octubre de 2022     |
| Ja hi som! Ha arribat el dia de la final del torneig! L'institut Zeus domina el partit des del principi i res del que fa el Raimon els afecta. Són déus de veritat? O hi ha alguna altra cosa que se'ls escapa? Sigui com sigui, si el Raimon no capgira el partit, acabarà malament!                                                  |                      | |                         |                          |
| 26 | 26                   | La batalla final. Segona part: Divinitat contra màgia. Gekitotsu! Kami VS Majin!! (激突!神VS魔神!!)  | 29 de març de 2009      | 26 d'octubre de 2022     |
| Al Raimon ja li han fet tres gols, i està completament dominat pels déus del futbol de l'institut Zeus. La situació és desoladora i el temps passa molt ràpid. Però, just quan tot sembla perdut, apareix un raig d'esperança. Serà suficient per mostrar-li el camí de la victòria al Raimon?                                         |                      | |                         |                          |

### 2a temporada (2009–10)
| Núm. total | Núm. de la temporada | Títol | Data d'emissió original | Data d'emissió en català |
| --- | -------------------- | --- | ----------------------- | ------------------------ |
| 27 | 1                    | Que venen els extraterrestres! Uchū-jin ga Kita! (宇宙人が来た!)                                                      | 8 d'abril de 2009       | 27 d'octubre de 2022     |
| L'alegria del Raimon no dura gaire ja que, poc després d'haver guanyat el torneig, els cau el món a sobre. De sobte, els extraterrestres han envaït la Terra! Què faran, en Mark i la resta, davant aquest tomb dels esdeveniments? |                      | |                         |                          |
| 28 | 2                    | El contraatac del Raimon! Shutsugeki! Raimon Irebun!! (出撃!雷門イレブン!!)                                           | 15 d'abril de 2009      | 27 d'octubre de 2022     |
| El Raimon intensifica els esforços per intentar salvar el món lluitant contra els jugadors de l'Acadèmia Àlius, però se senten com una formiga que s'enfronta a un elefant. Mentrestant, el president del país i el món sencer també corren perill a causa d'aquesta amenaça. |                      | |                         |                          |
| 29 | 3                    | Derrotem els onze de negre! Taose! Kuro no 11-nin!! (倒せ!黒の11人!!)                                                 | 22 d'abril de 2009      | 28 d'octubre de 2022     |
| Els extraterrestres han segrestat el president del país, i en Mark i la resta de l'equip estan decidits a ajudar-lo. La Caravana Inazuma viatja fins al parc on el van segrestar per enfrontar-se als extraterrestres. Però, un moment...! Qui són aquests? I per què diuen que els jugadors del Raimon també són extraterrestres? |                      | |                         |                          |
| 30 | 4                    | L'amenaça de l'Acadèmia Àlius! Kyōi! Eiria Gakuen!! (脅威!エイリア学園!!)                                             | 29 d'abril de 2009      | 28 d'octubre de 2022     |
| El Raimon no es rendeix i s'enfronta un altre cop a l'Acadèmia Àlius. Es tornen a veure les cares, però l'Acadèmia Àlius és massa poderosa. Al final, l'entrenadora pren una decisió que provoca que en Mark es lesioni, i també fa fora un dels jugadors de l'equip. |                      | |                         |                          |
| 31 | 5                    | A la recerca del davanter llegendari! Densetsu no Sutoraikā o Sagase! (伝説のストライカーを探せ!)                     | 6 de maig de 2009       | 31 d'octubre de 2022     |
| L'expulsió de l'Axel no agrada a la majoria de l'equip, i encara menys a en Kevin, que se'n va enfadat cap a Hokkaido, on viatgen per buscar en Shawn Froste, el mític davanter llegendari. Mentre es dirigeixen cap aquell fred territori, es troben un desconegut enmig del gel. Qui és i d'on ha sortit? |                      | |                         |                          |
| 32 | 6                    | El príncep de la neu! Setsugen no Ōji! (雪原の皇子!)                                                                  | 13 de maig de 2009      | 31 d'octubre de 2022     |
| Els jugadors del Raimon arriben a l'institut Alpí i tenen una gran sorpresa: el desconegut del gel és el gran Shawn Froste! El Raimon i l'Alpí juguen un partit amistós. Com acabarà? |                      | |                         |                          |
| 33 | 7                    | Qui és el davanter estrella? Ēsu Sutoraikā wa Dare da! (エースストライカーはだれだ!)                                  | 20 de maig de 2009      | 1 de novembre de 2022    |
| En Shawn passa a formar part del Raimon, però ha de treballar per integrar-se del tot en l'equip. Potser ensenyant-los a entrenar mitjançant la planxa de neu aconseguirà que el Raimon pugi de nivell i sigui un equip més cohesionat? |                      | |                         |                          |
| 34 | 8                    | L'atac de l'Acadèmia Àlius! Shōgeki! Eiria Gakuen!! (衝撃!エイリア学園!!)                                             | 27 de maig de 2009      | 1 de novembre de 2022    |
| El Raimon millora gràcies a l'entrenament amb planxa de neu i ja està llest per tornar-se a enfrontar a l'Acadèmia Àlius. Serà capaç d'endur-se la victòria? I, si ho fa, quina altra sorpresa els espera? Un altre equip de l'Acadèmia Àlius? |                      | |                         |                          |
| 35 | 9                    | L'atac de l'Èpsilon! Ipushiron Raishū! (イプシロン来襲!)                                                              | 3 de juny de 2009       | 2 de novembre de 2022    |
| Quan tothom pensava que la Terra era fora de perill, l'Acadèmia Àlius torna a l'atac, aquest cop amb l'Èpsilon. Aquest equip és molt més fort, i té la intenció de vèncer el Claustre Sagrat de Kyoto. Amb l'ajuda de la Celia, el Raimon aconsegueix un nou membre. Qui deu ser? Podran ajudar el Claustre Sagrat o és massa tard? |                      | |                         |                          |
| 36 | 10                   | La força oculta! Kakusareta Chikara! (かくされた力!)                                                                  | 10 de juny de 2009      | 2 de novembre de 2022    |
| Després de la derrota estrepitosa del Claustre Sagrat, el Raimon decideix enfrontar-se a l'Èpsilon. La Celia insisteix que l'Scotty els ajudi, i el resultat, per bé que estrany, sembla prometedor. Però hauran de treballar molt! |                      | |                         |                          |
| 37 | 11                   | El contraatac de la Royal. Primera part! Teikoku no Gyakushū Zenpen!! (帝国の逆襲・前編!!)                            | 17 de juny de 2009      | 3 de novembre de 2022    |
| El nou membre del Raimon, l'Scotty, es passa el dia fent bromes, però l'equip necessita tota l'ajuda possible. L'entrenadora Schiller rep un missatge que diu que en Ray Dark ha tornat i que ha creat la Royal Academy Redux, que juga en un estadi dins d'un submarí. A més, ha aconseguit tornar a reclutar dos excompanys d'equip d'en Jude, en David Samford i en Joe King. Per acabar-ho d'adobar, en David fa servir una supertècnica prohibida, el Pingüí Emperador Número 1. |                      | |                         |                          |
| 38 | 12                   | El contraatac de la Royal. Segona part! Teikoku no Gyakushū Kōhen!! (帝国の逆襲・後編!!)                              | 24 de juny de 2009      | 3 de novembre de 2022    |
| El Raimon juga contra la Royal Academy Redux, i en Ray Dark convenç els seus jugadors que han de guanyar costi el que costi, encara que això impliqui un esgotament físic i mental. Aconseguirà, el Raimon, fer-los veure que s'equivoquen abans que sigui massa tard? |                      | |                         |                          |
| 39 | 13                   | L'últim Torb Llegendari Saigo no Waibān Burizādo! (最後のワイバーンブリザード!)                                       | 1 de juliol de 2009     | 4 de novembre de 2022    |
| Per fi, el Raimon torna a casa per carregar les piles i entrenar molt més, i s'adonen que tothom, fins i tot antics adversaris, ha estat entrenant per ajudar-los. No obstant això, no tot és felicitat, perquè la duresa dels entrenaments ha resultat excessiva per a un dels membres de l'equip. |                      | |                         |                          |
| 40 | 14                   | L'Erik té problemes! Ichinose! Saidai no Kiki!! (一之瀬!最大の危機!!)                                                 | 8 de juliol de 2009     | 4 de novembre de 2022    |
| Tot just acaben de tornar a casa i els jugadors del Raimon ja n'han de tornar a marxar. Ara es dirigeixen a Osaka, on sembla que hi ha la base de l'Acadèmia Àlius. Allà, l'equip no hi troba cap extraterrestre, però sí un equip femení molt poderós que té un gran secret. |                      | |                         |                          |
| 41 | 15                   | La trampa d'en Dvalin! Dezāmu no Wana! (デザームの罠!)                                                                | 22 de juliol de 2009    | 7 de novembre de 2022    |
| El centre d'entrenament que l'Acadèmia Triple C té a sota del parc d'atraccions és perfecte. Però... D'on ha sortit? Ara no és moment de fer preguntes. Cal entrenar i entrenar perquè l'Èpsilon ja torna a ser aquí! |                      | |                         |                          |
| 42 | 16                   | La lluita més dura de totes! Gekitō! Saikyō Ipushiron!! (激闘!最凶イプシロン!!)                                       | 29 de juliol de 2009    | 7 de novembre de 2022    |
| Arriba el dia del partit contra l'Èpsilon, i el Raimon surt a jugar molt decidit. Podran ser capaços de mantenir l'enfrontament amb els extraterrestres? Però llavors en Shawn té un problema d'identitat que amenaça d'ensorrar-lo a ell i a tot l'equip. |                      | |                         |                          |
| 43 | 17                   | La tècnica secreta de l'avi! Jī-chan no Kyūkyoku Ōgi! (じいちゃんの究極奥義!)                                         | 5 d'agost de 2009       | 8 de novembre de 2022    |
| Els rumors sobre un altre quadern d'en David Evans fan que el Raimon viatgi a Lucky Hill. Allà coneixen un antic amic d'en David i algú que es podria convertir en l'aprenent d'en Mark. Quan els del Raimon veuen tot el que en Darren sap fer, queden impressionats! |                      | |                         |                          |
| 44 | 18                   | L'altra Mà Màgica! Mō Hitotsu no Majin za Hando! (もうひとつのマジン・ザ・ハンド!)                                    | 12 d'agost de 2009      | 8 de novembre de 2022    |
| El partit amistós entre el Raimon i l'institut Fauxshore és tot un espectacle. Tant en Mark com en Darren exhibeixen els seus moviments i, quan en Darren veu la Mà Màgica, intenta aprendre-la. S'equivoca moltes vegades però, al final, aconseguirà completar-la. Mentre passa tot això, algú els observa. Qui és, en realitat, en Xavier? |                      | |                         |                          |
| 45 | 19                   | Gènesi, l'equip més fort! Gekishin! Saikyō no Jeneshisu!! (激震!最強のジェネシス!!)                                   | 19 d'agost de 2009      | 9 de novembre de 2022    |
| En Xavier, que en realitat és en Xene, el capità del Gènesi, desafia el Raimon a jugar un partit que aviat es converteix en un monòleg, ja que cap jugador del Raimon pot aturar les tècniques del Gènesi. En Shawn es lesiona quan intenta aturar un xut d'en Xene i, al final del partit, l'entrenadora Schiller revela el passat d'en Shawn. La sorpresa ve quan en Nathan decideix abandonar l'equip. |                      | |                         |                          |
| 46 | 20                   | La prova del capità! Kyaputen no Shiren! (キャプテンの試練!)                                                          | 26 d'agost de 2009      | 9 de novembre de 2022    |
| La decisió d'en Nathan deixa en Mark ensorrat i li treu les ganes d'entrenar, i sembla que res del que li diuen li fa efecte. En Tod, que no pot veure el capità en aquest estat i creu que la lluita contra l'Acadèmia Àlius està perduda, també abandona l'equip. Sembla que l'actitud d'en Darren, que no es rendeix, és l'única cosa que aconsegueix que en Mark recordi qui és. |                      | |                         |                          |
| 47 | 21                   | El gran duel als Mars del Sud! Nankai no Daikettō! (南海の大決闘!)                                                    | 2 de setembre de 2009   | 10 de novembre de 2022   |
| La notícia de l'existència del Davanter de Foc fa anar l'equip a Okinawa. Tots esperen que el davanter sigui l'Axel, però el que no esperen són totes les coses inesperades que els passaran durant el camí. |                      | |                         |                          |
| 48 | 22                   | El davanter de foc Honoo no Sutoraikā! (炎のストライカー!)                                                            | 9 de setembre de 2009   | 10 de novembre de 2022   |
| Tan bon punt arriben a Okinawa, els jugadors del Raimon comencen a buscar el Davanter de Foc. Durant la recerca, en Shawn i en Bobby troben un jugador que assegura que és ell, el Davanter de Foc. Quan el porten amb la resta de l'equip, es presenta com a Claude Beacons i els ensenya la seva supertècnica. Sembla que en Claude podria ser un bon fitxatge. O no? |                      | |                         |                          |
| 49 | 23                   | El futbol rítmic, quina passada! Norinori! Rizumu Sakkā!! (ノリノリ!リズムサッカー!!)                                 | 16 de setembre de 2009  | 11 de novembre de 2022   |
| En Hurley diu als nois que s'ha apuntat a l'equip de futbol del seu institut i que vol jugar contra el Raimon, de manera que tothom es dirigeix al Mary Times per organitzar-ho. Aviat s'adonen que, tot i que és un equip peculiar, és bastant bo. Com s'ho fa per robar la pilota i superar els atacs del Raimon? |                      | |                         |                          |
| 50 | 24                   | El Superpuny Invencible! Unare! Seigi no Tekken!! (うなれ!正義の鉄拳!!)                                               | 23 de setembre de 2009  | 11 de novembre de 2022   |
| Continua el partit entre el Raimon i el Mary Times, i cap dels dos equips vol afluixar, però al final el Raimon aconsegueix una victòria molt ajustada. En Mark té una pista sobre com fer el Superpuny Invencible, però primer en Hurley li ha d'ensenyar a fer surf per poder dominar el moviment que necessita per a la supertècnica. Al principi li costa una mica, però finalment domina el Superpuny Invencible. Però l'alegria del Raimon no dura gaire, perquè l'Èpsilon torna. |                      | |                         |                          |
| 51 | 25                   | El contraatac del nou Èpsilon! Gyakushū! Ipushiron Kai!! (逆襲!イプシロン改!!)                                        | 30 de setembre de 2009  | 14 de novembre de 2022   |
| L'Èpsilon s'ha fet més fort, s'ha convertit en el nou Èpsilon i torna a desafiar el Raimon, que també ha guanyat força. Tot i així, encara no poden desactivar les tècniques d'en Dvalin, ni tan sols en Shawn. En Dvalin, decebut perquè ja no es diverteix, li diu a en Shawn que ja no el necessita. En Shawn s'adona que això vol dir que ni ell ni l'Aiden són necessaris, queda destrossat i té una crisi. Sense ell, el Raimon només es pot centrar en la defensa. En Dvalin, a qui ja no interessen els xuts del Raimon, fa un canvi de posicions amb el davanter Zell. El Raimon, atònit, veu com en Dvalin supera amb facilitat la seva defensa i traspassa el Superpuny Invencible.     |                      | |                         |                          |
| 52 | 26                   | El retorn del foc! Fukkatsu no Bakuen! (復活の爆炎!)                                                                  | 30 de setembre de 2009  | 14 de novembre de 2022   |
| El Raimon i el nou Èpsilon juguen la segona part del partit. El Raimon s'hi esforça tant com pot, però en Dvalin és massa ràpid i massa poderós. En Mark ha d'aconseguir dominar del tot el Superpuny Invencible abans que sigui massa tard. I, encara que ho faci, com podran guanyar sense marcar? I les sorpreses encara no s'han acabat... |                      | |                         |                          |
| 53 | 27                   | La foscor gelada del Diamond! Itetsuku Yami Daiyamondo Dasuto! (凍てつく闇・ダイヤモンドダスト!)                      | 6 d'octubre de 2009     | 15 de novembre de 2022   |
| El retorn de l'Axel i la victòria contra el nou Èpsilon aixequen la moral dels jugadors, que decideixen tornar a casa per descansar. Però tan bon punt hi arriben, el Diamond es vol enfrontar al Raimon. Si no, les pilotes negres del Diamond destrossaran Tòquio. El partit és complicat des de l'inici, i en Mark té problemes per atrapar fins i tot els xuts més fàcils. Just en aquell moment, apareix un antic rival del Raimon... |                      | |                         |                          |
| 54 | 28                   | En Byron Love, el salvador diví! Saikyō no Sukketo Afurodi! (最強の助っ人アフロディ!)                                 | 14 d'octubre de 2009    | 15 de novembre de 2022   |
| Un jugador inesperat s'uneix al Raimon enmig del partit: és en Byron Love! L'antic rival del Raimon ha vingut per ajudar-los a guanyar, però els membres del Raimon, excepte en Mark i l'Axel, no se'n refien. Quan en Hurley aconsegueix la pilota, la situació comença a millorar. |                      | |                         |                          |
| 55 | 29                   | Un nou repte! Endō Aratanaru Chōsen! (円堂・新たなる挑戦!)                                                            | 21 d'octubre de 2009    | 16 de novembre de 2022   |
| L'entrenadora Schiller decideix treure en Mark de la porteria perquè jugui de defensa lliure. Després posa en Byron a la davantera i en Darren es converteix en el nou porter del Raimon. Això facilita que en Mark completi una nova tècnica, el Cop de Cap Explosiu. A més, en Mark li passa a en Darren les Mans Infinites, l'última supertècnica del seu avi, que està incompleta, i ell la comença a practicar amb en Hurley. |                      | |                         |                          |
| 56 | 30                   | En Mark contra l'Axel! Taiketsu! Endō VS Gōenji!! (対決!円堂VS豪炎寺!!)                                               | 28 d'octubre de 2009    | 16 de novembre de 2022   |
| En Jude proposa que el Raimon entreni amb la Royal Academy. També demana als seus antics companys que juguin un partit amistós contra el Raimon, i en Mark, en Jude i en Bobby juguen a l'equip de la Royal. Tot això serveix perquè, al final, aconsegueixin dominar el Triangle Letal. |                      | |                         |                          |
| 57 | 31                   | Un equip prodigiós! Kiseki no Chīmu! Za Kaosu!! (奇跡のチーム!ザ・カオス!!)                                           | 4 de novembre de 2009   | 17 de novembre de 2022   |
| El Prominence i el Diamond uneixen forces per convertir-se en l'equip més fort de l'Univers, el Caos, i desafien el Raimon a jugar un partit. Aquest és el primer enfrontament on el Raimon juga amb la nova alineació, però en Darren encara no sap fer bé les Mans Infinites. A més, el Caos domina completament el partit. De debò que el Raimon és incapaç de superar-lo? |                      | |                         |                          |
| 58 | 32                   | El torb de foc! Sakuretsu! Faia Burizādo!! (炸裂!ファイアブリザード!!)                                                | 11 de novembre de 2009  | 17 de novembre de 2022   |
| Gràcies a en Cadence, en Jude troba la manera de desestabilitzar el joc del Caos. Canvia el ritme del partit i el Raimon comença a marcar sense parar. En Gazelle i en Torch s'adonen que els membres del seu equip s'estan enfrontant entre ells i decideixen fer servir el Torb de Foc per demostrar que junts són invencibles. A més, el Caos crea la defensa perfecta tot combinant el Trencaglaç i el Tallafoc. En Byron intenta superar-la però no ho aconsegueix, i ha d'abandonar l'equip, lesionat. Tot i això, l'entrenadora no deixa jugar la Sue, que s'enfada amb ella. El partit s'atura quan hi intervé en Xene. Per què es dirigeix a l'entrenadora Schiller dient-li "germaneta"? |                      | |                         |                          |
| 59 | 33                   | Per fi a l'Acadèmia Àlius! Tsui ni Kita! Eiria Gakuen!! (ついに来た!エイリア学園!!)                                   | 18 de novembre de 2009  | 18 de novembre de 2022   |
| El Raimon demana explicacions a l'entrenadora Schiller sobre la seva relació amb en Xene, i ella els promet totes les respostes si viatgen al mont Fuji. Els dona una nit per pensar-s'ho i, al final, decideixen anar-hi tots. El que no saben és que allà els espera l'ovni de l'Acadèmia Àlius! |                      | |                         |                          |
| 60 | 34                   | L'Acadèmia Àlius al descobert! Eiria Gakuen no Shōtai! (エイリア学園の正体!)                                          | 2 de desembre de 2009   | 18 de novembre de 2022   |
| Mentre el Raimon s'endinsa a la nau de l'Acadèmia Àlius, es revela la veritat: els jugadors són humans que han augmentat les seves habilitats amb la pedra Àlius. Després d'aquesta revelació, comença la batalla entre el Raimon i el Gènesi per decidir el destí de la humanitat. |                      | |                         |                          |
| 61 | 35                   | El partit definitiu! Primera part. Saishū Kessen! Za Jeneshisu Zenpen!! (最終決戦!ザ・ジェネシス・前編!!)             | 9 de desembre de 2009   | 21 de novembre de 2022   |
| Comença la primera part del partit que enfronta el Raimon amb el Gènesi. El Raimon segueix tenint un problema i només una persona el pot resoldre: en Shawn Froste. Tot i que es troba en desavantatge, el Raimon podrà guanyar el partit? |                      | |                         |                          |
| 62 | 36                   | El partit definitiu! Segona part. Saishū Kessen! Za Jeneshisu Kōhen!! (最終決戦!ザ・ジェネシス・後編!!)               | 16 de desembre de 2009  | 21 de novembre de 2022   |
| El Gènesi supera les Mans Infinites i es torna a avançar al marcador. En Mark, que està enfadat amb l'Astram Schiller perquè ha dit que el Raimon i el Gènesi són iguals, vol demostrar-li que s'equivoca. El Raimon defensa el treball en equip. N'hi haurà prou, amb això, per guanyar el Gènesi? |                      | |                         |                          |
| 63 | 37                   | L'amenaça continua! Owari Naki Kyōi! (終わりなき脅威!)                                                                | 23 de desembre de 2009  | 22 de novembre de 2022   |
| El Raimon guanya el Gènesi i aconsegueix obrir els ulls a l'Astram Schiller. Però encara no sabem quin és el motiu real pel qual va començar l'Acadèmia Àlius! |                      | |                         |                          |
| 64 | 38                   | El partit del Raimon contra el Raimon! Gekitotsu! Raimon VS Raimon!! (激突!雷門VS雷門!!)                              | 6 de gener de 2010      | 22 de novembre de 2022   |
| El Raimon torna a l'institut i es troba en Godric Wyles amb els jugadors del Raimon que van haver d'abandonar l'equip per culpa de les lesions. Han aprofitat els poders de la pedra Àlius, i ara es fan dir Emperadors Obscurs i volen jugar contra el Raimon. Com que no té cap altra opció, en Mark accepta el desafiament, però tots els jugadors dels Emperadors Obscurs són molt més forts que abans. Com s'enfrontaran als seus amics? |                      | |                         |                          |
| 65 | 39                   | La ultra-supertècnica de l'amistat! Yūjō no Kyūkyoku Ōgi! (友情の究極奥義!)                                           | 13 de gener de 2010     | 23 de novembre de 2022   |
| El Raimon no es rendeix i, tot i perdre per dos gols durant la primera part, aconsegueix empatar el partit a la segona part; però les coses empitjoren quan els Emperadors Obscurs ataquen de forma més violenta. Els jugadors del Raimon intenten bloquejar els seus atacs però l'un rere l'altre cauen esgotats. En Mark torna a la porteria per substituir en Darren, lesionat. Què pot fer per recordar als seus amics què és el futbol? |                      | |                         |                          |
| 66 | 40                   | El camí al millor equip del món: el torb! Chijō Saikyō no Chīmu e! Burizādo-hen!! (地上最強のチームへ!ブリザード編!!) | 20 de gener de 2010     | 23 de novembre de 2022   |
| Per fi la batalla contra l'Acadèmia Àlius s'ha acabat, i tothom està llest per tornar a casa. En Shawn va a buscar en Mark al lloc on entrena i, junts, recorden totes les aventures que han viscut des que va aparèixer la Tempesta de Gèminis. Després, l'Axel se'ls uneix. |                      | |                         |                          |
| 67 | 41                   | El camí al millor equip del món: el foc! Chijō Saikyō no Chīmu e! Faia-hen!! (地上最強のチームへ!ファイア編!!)        | 27 de gener de 2010     | 24 de novembre de 2022   |
| L'Axel explica a en Mark i en Shawn què va passar quan va abandonar l'equip i, després, rememoren tots els partits contra l'Acadèmia Àlius, els entrenaments i els nous amics que han fet. Al final, prometen organitzar un partit entre el Raimon i l'institut Alpí en el futur. |                      | |                         |                          |

### 3a temporada (2010–11)
| Núm. total | Núm. de la temporada | Títol | Data d'emissió original | Data d'emissió en català |
| --- | -------------------- | --- | ----------------------- | ------------------------ |
| 68 | 1                    | La formació de la selecció japonesa! Shūketsu! Nippon Daihyō!! (集結!日本代表!!)                                                             | 3 de febrer de 2010     | 24 de novembre de 2022   |
| Molts dels jugadors del Raimon han d'assumir un nou repte: demostrar que tenen talent de nivell mundial en un torneig de futbol on jugaran contra les millors seleccions d'altres països. Abans, però, hauran de competir amb amics i adversaris. Qui seran els escollits per jugar a l'equip nacional? |                      | |                         |                          |
| 69 | 2                    | El naixement de l'Inazuma Japó! Tanjō! Inazuma Japan!! (誕生!イナズマジャパン!!)                                                             | 10 de febrer de 2010    | 25 de novembre de 2022   |
| Els millors jugadors del país juguen un partit del qual sortirà la selecció nacional. Serà un duel molt emocionant on tots demostraran el seu talent. Després del partit, se sabrà qui ha estat escollit per a la selecció i els jugadors coneixeran el seu nou entrenador. |                      | |                         |                          |
| 70 | 3                    | L'entrenador maleït! Norowareta Kantoku! (呪われた監督!)                                                                                     | 17 de febrer de 2010    | 25 de novembre de 2022   |
| Els jugadors de l'Inazuma Japó estan una mica desconcertats amb el nou entrenador, en Percival Travis, ja que sembla que no valora gaire els seus jugadors. Diu que no tenen el nivell necessari per vèncer la resta de seleccions. A més, aviat sorgeixen rumors sobre el seu passat. |                      | |                         |                          |
| 71 | 4                    | Un repte mundial! Kaimaku! Sekai e no Chōsen!! (開幕!世界への挑戦!!)                                                                         | 24 de febrer de 2010    | 28 de novembre de 2022   |
| Si l'Inazuma Japó es vol classificar pel torneig Futbol Frontier Internacional, haurà de superar la fase de grups. El primer rival és la selecció australiana, els Big Waves, que són capaços de fer supertècniques impressionants. Com els han de guanyar, si l'entrenador no els deixa sortir de l'habitació per anar a entrenar?                                                                              |                      | |                         |                          |
| 72 | 5                    | Hem de superar els Big Waves! Biggu Weibu o Norikoero! (ビッグウェイブを乗り越えろ!)                                                         | 3 de març de 2010       | 28 de novembre de 2022   |
| El primer desafiament de la fase de classificació és tan dur com esperaven. La rocosa defensa australiana impedeix que els jugadors japonesos es moguin amb llibertat, tot i que la tàctica del seleccionador de no entrenar-se al camp els està anant bé. A més, l'Inazuma Japó disposa del futbolista-surfista per excel·lència contra les onades dels Big Waves.                                              |                      | |                         |                          |
| 73 | 6                    | La lluita aferrissada contra els Lleons del Desert! Shakunetsu no Senshi! Dezāto Raion!! (灼熱の戦士!デザートライオン!!)                     | 10 de març de 2010      | 29 de novembre de 2022   |
| Després de guanyar la selecció d'Austràlia, arriba el rival següent: Qatar. Els jugadors qatarians estan acostumats a córrer pel desert, i això els atorga una gran resistència. Per guanyar-los, els jugadors de l'Inazuma Japó han de millorar la seva condició física. I per què l'Austin no acaba mai els entrenaments i posa excuses per anar-se'n?                                                         |                      | |                         |                          |
| 74 | 7                    | El lleó adormit es desperta! Nemureru Tora! Mezameru Toki!! (眠れる虎!目覚める時!!)                                                          | 17 de març de 2010      | 29 de novembre de 2022   |
| L'Inazuma Japó està tenint problemes greus contra els Lleons del Desert de Qatar. La seva gran resistència física els està desgastant de mica en mica i no dominen el joc. La solució de l'entrenador Travis és clara: l'Austin s'ha d'atrevir a fer el pas definitiu. El destí de l'equip depèn d'això. |                      | |                         |                          |
| 75 | 8                    | En Mark contra l'Archer! Shinken Shōbu! Endō to Tobitaka!! (真剣勝負!円堂と飛鷹!!)                                                           | 31 de març de 2010      | 30 de novembre de 2022   |
| L'Archer Hawkins és el més misteriós de tots els membres de l'equip de l'Inazuma Japó. Sembla que no hagi jugat mai a futbol i, tot i així, és a la selecció. En Mark intenta acostar-se a ell, però, per fer-ho, necessitarà l'ajuda de l'antic entrenador del Raimon, que li revelarà el secret que l'Archer oculta.                                                                                           |                      | |                         |                          |
| 76 | 9                    | Canvi de selecció? Daihyō Kōtai!? Saikyō no Chōsen-sha-tachi!! (代表交代!?最強の挑戦者たち!!)                                                | 7 d'abril de 2010       | 30 de novembre de 2022   |
| La concentració de l'Inazuma Japó rep la visita inesperada de la Lina Schiller, l'antiga entrenadora del Raimon. Però no ve sola, sinó amb el Neo Japó, un equip format per antics rivals que no van ser escollits per anar a la selecció nacional. El seu objectiu és senzill: substituir l'Inazuma Japó per anar ells al Futbol Frontier Internacional!                                                        |                      | |                         |                          |
| 77 | 10                   | L'entrenador Travis contra l'entrenadora Schiller! Kyūkyoku Taiketsu! Kudō Japan VS Hitomiko Japan!! (究極対決!久遠ジャパンVS瞳子ジャパン!!) | 14 d'abril de 2010      | 1 de desembre de 2022    |
| Els integrants del Neo Japó estan decidits a guanyar l'Inazuma Japó per prendre'ls el lloc al Futbol Frontier Internacional. Aviat mostraran que dominen les antigues supertècniques, ara millorades notablement a còpia de multiplicar-ne la potència i l'eficàcia. |                      | |                         |                          |
| 78 | 11                   | El pla de la Cammy per fer una ultra-supertècnica! Fuyuka no Kyūkyoku Ōgi Daisakusen!! (冬花の究極奥義大作戦!!)                              | 21 d'abril de 2010      | 1 de desembre de 2022    |
| En Mark està preocupat perquè necessita aconseguir una nova supertècnica, però no se li acudeix res. La Cammy està amoïnada per la seva situació i intenta ajudar-lo a assolir el seu objectiu. La Sue decideix aprofitar el moment per inventar-se una història que acabarà amb una cita molt peculiar. |                      | |                         |                          |
| 79 | 12                   | La decisió de l'Axel! Gōenji no Ketsui! (豪炎寺の決意!)                                                                                      | 28 d'abril de 2010      | 2 de desembre de 2022    |
| S'apropa el partit final del grup asiàtic. L'equip sencer es prepara per a aquest últim repte i posa a punt noves supertècniques per enfrontar-se als seus rivals. Però l'Axel Blaze es troba que potser no podrà acompanyar els seus amics i companys en aquest camí. |                      | |                         |                          |
| 80 | 13                   | L'últim partit! Saigo no Shiai (最後の試合)                                                                                                  | 5 de maig de 2010       | 2 de desembre de 2022    |
| A causa de la pressió del seu pare, l'Axel es compromet a deixar el futbol quan acabi la fase final de classificació. Però aquest pacte acaba afectant l'estat d'ànim de l'equip, i especialment el d'en Mark, que ja s'ha quedat força sorprès en rebre una carta estranya que sembla que ve d'algú que ell no hauria imaginat mai.                                                                             |                      | |                         |                          |
| 81 | 14                   | Els Dracs de Foc, l'equip més fort de tot Àsia! Ajia Saikyō! Faiā Doragon!! (アジア最強!ファイアードラゴン!!)                                | 12 de maig de 2010      | 5 de desembre de 2022    |
| La final contra Corea promet ser un partit molt especial, sobretot perquè els jugadors de l'Inazuma Japó han trobat uns coneguts a les files de l'equip coreà. Però, tot i que ells són molt perillosos, l'amenaça més gran de Corea és el seu capità, el "domador de dracs". |                      | |                         |                          |
| 82 | 15                   | La Pressió Zonal Perfecta! Kanzen naru Senjutsu! Pāfekuto Zōn Puresu!! (完全なる戦術!パーフェクトゾーンプレス!!)                             | 19 de maig de 2010      | 5 de desembre de 2022    |
| L'Inazuma Japó s'avança al marcador. Però, de sobte, les coses canvien quan els rivals posen en marxa la Pressió Zonal Perfecta, l'estratègia que els ha donat tantes victòries. De mica en mica, les coses es van empitjorant per als nostres herois. I l'ànima de l'equip segueix a la banqueta... |                      | |                         |                          |
| 83 | 16                   | Amunt, capità! Tachiagare Kyaputen! (たちあがれキャプテン!)                                                                                  | 26 de maig de 2010      | 6 de desembre de 2022    |
| Ha arribat l'hora de prendre mesures per treure l'Inazuma Japó de la situació en què es troba. Mentre en Mark Evans intenta esbrinar com ho poden fer, entra al camp el més polèmic dels jugadors japonesos: en Caleb Stonewall. Com s'ho prendrà la resta de l'equip? |                      | |                         |                          |
| 84 | 17                   | El bitllet cap al mundial! Te ni Irero! Sekai e no Kippu!! (手に入れろ!世界への切符!!)                                                       | 2 de juny de 2010       | 6 de desembre de 2022    |
| Sembla que la revolució de l'equip pot donar resultat, però per a això encara cal que alguns jugadors s'oblidin de la por i la desconfiança que sembla que els frena. Si l'Inazuma Japó vol ser al mundial, l'equip sencer haurà d'anar a totes per vèncer Corea! |                      | |                         |                          |
| 85 | 18                   | Ja hi som: el torneig mundial! Kita ze! Sekai Taikai!! (来たぜ!世界大会!!)                                                                   | 9 de juny de 2010       | 7 de desembre de 2022    |
| Un cop aconseguit el bitllet cap al Futbol Frontier Internacional, l'equip es trasllada a Liocott, l'illa on se celebrarà la competició. Allà trobaran gent que feia molt de temps que no veien, possibles futurs rivals... I en Mark sabrà una cosa que pot canviar tot el que havia pensat fins aquell moment.                                                                                                 |                      | |                         |                          |
| 86 | 19                   | El nivell mundial! Kyōgaku! Kore ga Sekai Reberu da!! (驚愕!これが世界レベルだ!!)                                                            | 16 de juny de 2010      | 7 de desembre de 2022    |
| Han repartit en grups els equips participants i l'Inazuma Japó ja sap qui seran els seus adversaris. Abans de començar els partits de debò, en Mark té una primera oportunitat de conèixer els jugadors contra qui s'enfrontaran, i també de veure com es juga en un mundial, al nivell més alt possible. |                      | |                         |                          |
| 87 | 20                   | Els cavallers anglesos, els Cavallers de la Reina Eikoku no Kishi! Naitsu Obu Kuīn!! (英国の騎士!ナイツオブクィーン!!)                       | 23 de juny de 2010      | 8 de desembre de 2022    |
| La selecció anglesa és el primer rival de l'Inazuma Japó. El partit no sembla gens fàcil, perquè els Cavallers anglesos tenen més experiència i tradició. A més, tenen molt d'interès a no decebre les esperances de milions de persones. Com reaccionaran els nostres herois, davant aquesta pressió? |                      | |                         |                          |
| 88 | 21                   | Per fi! La meva pròpia tècnica! Kansei! Ore Dake no Hissatsu-waza!! (完成!俺だけの必殺技!!)                                                  | 30 de juny de 2010      | 8 de desembre de 2022    |
| El partit està sent tan dur com semblava; les supertàctiques dels Cavallers de la Reina estan fent molt de mal a l'Inazuma Japó, sobretot quan en Mark és incapaç de parar-los els xuts amb les tècniques de sempre. Potser ha arribat l'hora d'oblidar el que ja sap i provar alguna cosa completament nova. |                      | |                         |                          |
| 89 | 22                   | Més enllà de les Mans Infinites! Mugen za Hando o Koero! (ムゲン・ザ・ハンドを超えろ!)                                                       | 30 de juny de 2010      | 9 de desembre de 2022    |
| El torneig no dona cap treva. Tot just acaba un partit i ja cal preparar el següent. Ara que en Mark ha aconseguit superar les supertècniques antigues, en Darren creu que s'està quedant enrere, així que li toca aconseguir el mateix amb l'ajuda dels seus companys d'equip. |                      | |                         |                          |
| 90 | 23                   | La maledicció de la Royal. Primera part! Teikoku no Jubaku! Zenpen!! (帝国の呪縛!前編!!)                                                     | 7 de juliol de 2010     | 9 de desembre de 2022    |
| Mentre en Darren segueix buscant la nova supertècnica, altres membres de l'equip creuen que han tornat a veure en Ray Dark. En Jude i en David surten a buscar-lo, perquè temen que pugui estar tramant algun altre pla per perjudicar l'equip. Aconseguiran desfer-se mai de l'ombra d'aquell home? |                      | |                         |                          |
| 91 | 24                   | La maledicció de la Royal. Segona part! Teikoku no Jubaku! Kōhen!! (帝国の呪縛!後編!!)                                                       | 14 de juliol de 2010    | 12 de desembre de 2022   |
| Mentre en Jude i la resta busquen en Ray Dark, resulta que la selecció italiana té un nou entrenador que ha decidit substituir l'equip per un altre. Decidits a no abandonar el mundial, els jugadors inicials desafien el nou entrenador... i comencen a passar una sèrie d'accidents. Què amaga aquest home que es fa dir "senyor D"?                                                                          |                      | |                         |                          |
| 92 | 25                   | Increïble! Hi ha un altre Jude? Senritsu! Mōhitori no 'Kidō'!! (戦慄!もう一人の「鬼道」!!)                                                   | 21 de juliol de 2010    | 12 de desembre de 2022   |
| Els nostres amics han pres la decisió d'ajudar els jugadors italians contra l'Equip D del nou entrenador. Però, quan surten al terreny de joc, s'enduen la gran sorpresa que a l'equip del senyor D hi ha un jugador que és una còpia exacta d'en Jude i que fins i tot té tècniques semblants. |                      | |                         |                          |
| 93 | 26                   | El combat més gran de tots. Pingüins contra pingüins! Saikyō Taiketsu! Pengin VS Pengin!! (最強対決!ペンギンVSペンギン!!)                    | 28 de juliol de 2010    | 13 de desembre de 2022   |
| En aquest partit s'hi juguen tres grans duels: l'Orfeo contra l'Equip D, en Jude contra en Julio, la seva còpia, i els antics jugadors de la Royal Academy contra l'amenaça d'en Ray Dark. La victòria final passa per guanyar cadascun d'aquests duels... Però a quin preu? |                      | |                         |                          |
| 94 | 27                   | La fortalesa inexpugnable! Tachihadakaru Yōsai (立ちはだかる要塞)                                                                            | 4 d'agost de 2010       | 13 de desembre de 2022   |
| Quan tot semblava resolt, els nostres herois descobreixen que el partit contra l'Argentina s'ha avançat. Ara, l'Inazuma Japó és a punt d'afrontar un partit duríssim contra un equip conegut per la seva defensa sense quatre dels seus jugadors principals i sense el seu entrenador. |                      | |                         |                          |
| 95 | 28                   | Una situació desesperada! La derrota de l'Inazuma Japó? Zettaizetsumei! Inazuma Japan Haiboku!? (絶体絶命!イナズマジャパン敗北!?)            | 11 d'agost de 2010      | 14 de desembre de 2022   |
| El partit no pot anar pitjor per a la selecció japonesa: no tan sols tenen baixes molt importants, sinó que la defensa de l'equip rival no els dona cap oportunitat. Però, si volen guanyar el partit, hauran de demostrar que l'esperit de l'Inazuma Japó és dins de tots els jugadors i no tan sols d'en Mark.                                                                                                 |                      | |                         |                          |
| 96 | 29                   | El secret de la Cammy! Fuyuppe no Himitsu (フユッペの秘密)                                                                                   | 18 d'agost de 2010      | 14 de desembre de 2022   |
| El duel contra l'Argentina ha provocat canvis a l'equip i els jugadors. Ara que hi ha un moment de pausa abans del proper partit, és hora de fer un petit descans i observar què fan els rivals. És llavors quan en Mark és a punt de descobrir què s'amaga darrere la Cammy Travis. |                      | |                         |                          |
| 97 | 30                   | L'últim servei de l'Erik! Ichinose! Saigo no Kikkuofu!! (一之瀬!最後のキックオフ!!)                                                          | 25 d'agost de 2010      | 15 de desembre de 2022   |
| El proper equip en jugar contra l'Inazuma Japó és l'Unicorn, l'equip dels Estats Units on juguen l'Erik i en Bobby, antics companys de Mark i la resta. El partit promet ser apassionant, però aquests dos tenen un comportament molt estrany. Què deuen estar ocultant els seus antics companys? |                      | |                         |                          |
| 98 | 31                   | En Mark contra l'Erik! Zenryoku no Yūjō! Ichinose VS Endō!! (全力の友情!一之瀬VS円堂!!)                                                      | 1 de setembre de 2010   | 15 de desembre de 2022   |
| Ara que l'equip està entrenant molt fort per preparar-se per a l'últim partit de la primera fase, la tensió comença a afectar la Cammy. A poc a poc, els seus records comencen a trencar les barreres que els contenien. Amb l'ajuda dels seus amics, podrà suportar saber el secret de la seva vida? |                      | |                         |                          |
| 99 | 32                   | La resolució del Fènix! Fushichō no Ketsui! (不死鳥の決意!)                                                                                  | 8 de setembre de 2010   | 16 de desembre de 2022   |
| El partit entre l'Inazuma Japó i l'Unicorn és a punt d'acabar-se. Tot i que la supertàctica de l'equip de l'Erik sembla invencible, ni en Mark ni la resta no es volen donar per vençuts. Quan acabi el partit, saber que es podran tornar a veure serà la millor recompensa. |                      | |                         |                          |
| 100 | 33                   | Una trobada amb els kappa! Kiseki! Kappa to no Sōgū!? (奇跡!カッパとの遭遇!?)                                                                | 15 de setembre de 2010  | 16 de desembre de 2022   |
| Diuen els contes que als estanys s'amaguen uns éssers anomenats "kappes". En Mark diu que els ha vist, però ningú no s'ho creu. Però ara que en Xavier i l'Scotty han conegut dos nois molt estranys al mig del bosc, sembla que estan més disposats a creure's el que ha dit el capità. |                      | |                         |                          |
| 101 | 34                   | Quin xoc! Tigre i falcó! Gekitotsu! Tora to Taka!! (激突!虎と鷹!!)                                                                           | 22 de setembre de 2010  | 19 de desembre de 2022   |
| Encara que tinguis els teus amics al costat, ser lluny de casa sempre és dur. A alguns els ajuda rebre cartes de casa i, a d'altres, tot el contrari. I ara que l'Austin es comporta d'una manera estranya, potser l'únic que pot entendre què li passa i el pot ajudar a superar-ho és l'Archer, l'altre principiant de l'equip.                                                                                |                      | |                         |                          |
| 102 | 35                   | Records recuperats! La veritat sobre la Cammy! Yomigaeru Kioku! Fuyuka no Shinjitsu!! (よみがえる記憶!冬花の真実!!)                          | 6 d'octubre de 2010     | 19 de desembre de 2022   |
| Ara que l'equip està entrenant molt fort per preparar-se per a l'últim partit de la primera fase, la tensió comença a afectar la Cammy. A poc a poc, els seus records comencen a trencar les barreres que els contenien. Amb l'ajuda dels seus amics, podrà suportar saber el secret de la seva vida? |                      | |                         |                          |
| 103 | 36                   | A un pas de la fase final! La decisió d'en Paolo! Iyoiyo Kessen! Fidio no Ketsui!! (いよいよ決戦!フィディオの決意!!)                         | 13 d'octubre de 2010    | 20 de desembre de 2022   |
| El partit contra l'Orfeo és el definitiu per saber si es classificaran per a la fase final del Futbol Frontier Internacional. Ningú no dubta de la qualitat d'en Paolo i de la resta dels jugadors italians, però la clau és el senyor D, el seu nou entrenador. És molt complicat confiar en ell i en les noves tàctiques que proposa, ara que saben qui és i què ha fet.                                       |                      | |                         |                          |
| 104 | 37                   | La supertàctica més poderosa: el Contraatac Catenaccio! Saikyō Takutikusu! Katenachio Kauntā!! (最強タクティクス!カテナチオカウンター!!)     | 20 d'octubre de 2010    | 20 de desembre de 2022   |
| El duel més gran del partit entre l'Orfeo i l'Inazuma Japó no és entre els dos equips, sinó entre les dues maneres d'afrontar la presència d'en Ray Dark. Mentre uns en desconfien i el temen, un altre està disposat a creure-hi perquè ha vist què hi ha darrere les seves accions. D'aquest duel depèn que l'equip italià sigui capaç de respondre a en Mark i els seus companys.                             |                      | |                         |                          |
| 105 | 38                   | Duel explosiu! En Paolo contra en Mark! Nettō! Endō VS Fidio!! (熱闘!円堂VSフィディオ!!)                                                     | 27 d'octubre de 2010    | 21 de desembre de 2022   |
| El duel entre l'Inazuma Japó i l'Orfeo està sent apassionant, gràcies a la unió d'en Paolo Bianchi i la resta amb el seu nou entrenador, el senyor D. La tècnica del Contraatac Catenaccio és insuperable, sobretot quan apareix l'autèntic capità de l'equip, que, a més del seu estil de joc, arriba amb moltes respostes i, sobretot, preguntes per al nou entrenador.                                        |                      | |                         |                          |
| 106 | 39                   | L'últim partit d'en Ray Dark! Saigo no Kessen! Kageyama Reichi!! (最後の決戦!影山零治!!)                                                     | 10 de novembre de 2010  | 21 de desembre de 2022   |
| L'arribada del capità de l'Orfeo fa que els rivals d'en Mark recuperin les forces i tornin a posar contra les cordes els nostres protagonistes. Tot i així, en aquest duel hi ha en joc alguna cosa més que la possibilitat d'arribar a la fase final. El que hi ha en joc és que en Ray Dark, àlies "senyor D", s'alliberi de la foscor en què vivia i faci les paus amb el seu passat.                         |                      | |                         |                          |
| 107 | 40                   | L'últim quadern de l'avi! Jī-chan no Saigo no Nōto! (じいちゃんの最後のノート!)                                                              | 17 de novembre de 2010  | 22 de desembre de 2022   |
| El resultat del partit anterior obliga els jugadors de l'Inazuma Japó a estar molt atents als últims partits de la fase, i gairebé se'ls escapa l'arribada de l'últim quadern d'en David Evans, l'avi d'en Mark, que, en comptes de secrets per a les supertècniques, el que revela són secrets del cor. |                      | |                         |                          |
| 108 | 41                   | La llegenda de Liocott! Raiokotto-tō no Densetsu! (ライオコット島の伝説!)                                                                    | 24 de novembre de 2010  | 22 de desembre de 2022   |
| Segons la llegenda, fa molt de temps, a l'illa de Liocott els habitants del cel i els de l'infern es van enfrontar en uns partits de futbol molt durs, i també diu que els uns i els altres són a punt de tornar. Només són contes, però quan s'enfosqueix el cel enmig d'un entrenament i apareixen uns personatges misteriosos, sembla que hi pot haver una mica de veritat dins la llegenda.                  |                      | |                         |                          |
| 109 | 42                   | L'equip Sky! Tenkū no Shito! (天空の使徒!)                                                                                                   | 1 de desembre de 2010   | 23 de desembre de 2022   |
| Els habitants de Celèstia i Demònica s'han emportat la Sue i la Celia per fer realitat el que deia la llegenda. Per descomptat, els nostres amics no estan disposats a deixar que se surtin amb la seva, i es divideixen en dos grups per rescatar-les. El grup d'en Mark anirà cap amunt per recuperar la Sue, i això implica que hauran de jugar contra els habitants de Celèstia i el seu capità, en Sanctus. |                      | |                         |                          |
| 110 | 43                   | L'equip Dark! Makai Gundan Z! (魔界軍団Z!)                                                                                                   | 8 de desembre de 2010   | 23 de desembre de 2022   |
| En Jude i el seu grup entren dins la muntanya per rescatar la Celia. Però, com ja els ha passat a en Mark i la resta, l'única manera d'aconseguir-ho serà jugant un partit de futbol. Entre la calor i les flames es juga un partit on alguns dels millors jugadors de tots els continents intentaran salvar la Celia dels habitants de Demònica. Però... Ho aconseguiran?                                       |                      | |                         |                          |
| 111 | 44                   | L'Àngel Fosc. L'arribada del Rei dels Dimonis! Maō Kōrin! Dāku Enjeru!! (魔王降臨!ダークエンジェル!!)                                        | 15 de desembre de 2010  | 26 de desembre de 2022   |
| Semblava que el perill havia desaparegut però, en realitat, era tot el contrari. Els dos equips contra què van jugar els nostres amics ara s'han fusionat en un de sol, i això pot tenir conseqüències terrorífiques. En Mark i els seus companys han de fer que els habitants de les altures i els de les profunditats entenguin què és el futbol en realitat.                                                  |                      | |                         |                          |
| 112 | 45                   | La foscor dels Reis! Za Kingudamu no Yami! (ザ・キングダムの闇!)                                                                             | 22 de desembre de 2010  | 26 de desembre de 2022   |
| Es juga la semifinal del torneig entre l'Inazuma Japó i els Reis. Se suposa que són un dels equips més forts del món, i per això no s'entén que en Mac Robingo, el seu capità, hagi fet una visita a en Mark per demanar-los un favor... És increïble! Quan en Mark i la resta comencen a investigar una mica, s'adonen que un misteri molt gran envolta els seus rivals i el seu poderós entrenador.            |                      | |                         |                          |
| 113 | 46                   | La conspiració d'en Zoolan Rice! Garushirudo no Inbō! (ガルシルドの陰謀!)                                                                    | 5 de gener de 2011      | 27 de desembre de 2022   |
| En Mac Robingo ha optat per sotmetre's al programa d'en Zoolan Rice per protegir els seus amics, encara que el preu que n'haurà de pagar pot ser massa alt. Tot i que els seus companys no estan disposats a acceptar aquest sacrifici, què hi poden fer? I què pot fer l'Inazuma Japó per acabar amb tot això? Però l'ajuda pot ser a punt d'arribar.                                                           |                      | |                         |                          |
| 114 | 47                   | L'Inazuma Japó contra Els Reis! Inazuma Japan VS Za Kingudamu (イナズマジャパンVSザ・キングダム)                                             | 12 de gener de 2011     | 27 de desembre de 2022   |
| L'Inazuma Japó segueix jugant contra Els Reis de Brasil amb en Zoolan Rice a la banqueta, quan de sobte arriba l'inspector amb proves suficients per a detenir-lo. Amb l'inspector, arriba l'autèntic entrenador de l'equip brasiler. |                      | |                         |                          |
| 115 | 48                   | El contraatac dels reis del futbol! Sakkā Ōkoku no Gyakushū! (サッカー王国の逆襲!)                                                           | 19 de gener de 2011     | 28 de desembre de 2022   |
| En Zoolan Rice ha sortit del camí dels Reis, i ara en Mac Robingo i els seus amics ja poden jugar com ho fan de debò. El repte per a en Mark, en Thor i la resta s'acaba de multiplicar, i hauran de fer servir totes les supertècniques per intentar aconseguir el seu lloc a la final del Futbol Frontier internacional.                                                                                       |                      | |                         |                          |
| 116 | 49                   | Els meravellosos Petits Gegants! Kyōi! Ritoru Giganto!! (驚異!リトルギガント!!)                                                              | 26 de gener de 2011     | 28 de desembre de 2022   |
| Després que l'Inazuma Japó jugués la seva semifinal, ara és l'hora de l'equip d'en Paolo Bianchi, que, tot i que són els favorits, es veuen superats pels seus rivals. Ara cal descobrir qui són, en realitat, els Petits Gegants, i per què la Nelly Raimon els ajuda. Potser la clau la té el seu peculiar entrenador. Algú que, a en Mark, li sona bastant...                                                 |                      | |                         |                          |
| 117 | 50                   | L'atac dels humans reforçats definitius Shūgeki! Kyūkyoku no Kyōka Ningen!! (襲撃!究極の強化人間!!)                                          | 2 de febrer de 2011     | 29 de desembre de 2022   |
| En Zoolan Rice ha tornat! Però aquesta vegada la seva ira es dirigeix cap als Petits Gegants i el seu entrenador, i ha reunit un grup de jugadors molt especials per poder-los eliminar. Però, un cop més, en Mark i la resta dels jugadors de l'Inazuma Japó s'interposaran en el seu camí. N'hi haurà prou, amb ells, per aturar un equip d'humans reforçats?                                                  |                      | |                         |                          |
| 118 | 51                   | El temible equip Zoolan! Kyōfu no Chīmu Garushirudo!! (恐怖のチームガルシルド!)                                                              | 9 de febrer de 2011     | 29 de desembre de 2022   |
| L'equip format pels humans reforçats d'en Zoolan Rice està posant contra les cordes els jugadors de l'Inazuma Japó. Quan les supertècniques de sempre deixen de ser eficaces, és el moment que en Mark en trobi una de nova i, per fer-ho, disposa d'una pista inesperada. |                      | |                         |                          |
| 119 | 52                   | El rival més fort! Saikyō no Raibaru! (最強のライバル!)                                                                                      | 16 de febrer de 2011    | 30 de desembre de 2022   |
| Per fi en Mark i el seu avi poden parlar després de tant de temps separats. No es tracta només d'un retrobament entre avi i net, també és un cara a cara on en Mark coneixerà l'entrenador i el capità de l'equip a qui s'enfrontaran a la final del torneig. Ben aviat, en Mark comprova que el rival és un equip molt fort.                                                                                    |                      | |                         |                          |
| 120 | 53                   | L'entrenament amistós especial amb en Paolo! Fidio no Yūjō Daitokkun! (フィディオの友情大特訓!)                                              | 23 de febrer de 2011    | 30 de desembre de 2022   |
| L'Inazuma Japó ha d'entrenar més i millor que mai, si vol estar preparat per a la final. Però un entrenament no és el mateix que un partit, i per això arriben en Paolo i els seus companys de l'Orfeo, que els mostraran com juguen els Petits Gegants. Si els japonesos són capaços de superar-los, el camí cap a la victòria serà més fàcil!                                                                  |                      | |                         |                          |
| 121 | 54                   | Onze lemes per guanyar el Mundial! Sekaiichi e! 11 no Kotoba!! (世界一へ!11の言葉!!)                                                         | 2 de març de 2011       | 2 de gener de 2023       |
| Un cop solucionada la part física, cal preparar la part mental: la selecció japonesa ha d'estar tan convençuda de la victòria com ho estaran els seus rivals! I, un cop més, en Mark i els seus amics troben les respostes en un quadern escrit per en David Evans molt de temps enrere. Onze lemes per a onze jugadors.                                                                                         |                      | |                         |                          |
| 122 | 55                   | La batalla final de l'Inazuma Japó! Inazuma Japan Saigo no Tatakai! (イナズマジャパン最後の戦い!)                                            | 9 de març de 2011       | 2 de gener de 2023       |
| Ha arribat el dia! Comença la final del Futbol Frontier Internacional. Tots dos equips jugaran amb totes les seves cartes, fins i tot amb alguna prou inesperada. Pot ser que, tot i la preparació prèvia, el partit no sigui gens com en Mark i la resta esperaven? |                      | |                         |                          |
| 123 | 56                   | La lluita pel cim. Petits Gegants, primera part! Chōjō Kessen!! Ritoru Giganto Zenpen (頂上決戦!!リトルギガント・前編)                       | 23 de març de 2011      | 3 de gener de 2023       |
| La final és al punt més àlgid, però ara és en Mark, qui té dificultats. És aquí quan l'equip sencer es reuneix al voltant del seu capità, i descobrim quina és l'autèntica naturalesa de l'Inazuma Japó, i quina la dels Petits Gegants. |                      | |                         |                          |
| 124 | 57                   | La lluita pel cim. Petits Gegants, segona part! Chōjō Kessen!! Ritoru Giganto Kōhen (頂上決戦!!リトルギガント・後編)                         | 6 d'abril de 2011       | 3 de gener de 2023       |
| Si els nostres amics pensaven que la final estava sentenciada, s'equivocaven, i molt. En David Evans i l'Hèctor Helio encara tenen un últim recurs que els complicarà molt les coses. Com reaccionarà, l'Inazuma Japó, a aquest desafiament que sembla no tenir fi? |                      | |                         |                          |
| 125 | 58                   | Per fi, els millors del món! Tsui ni Ketchaku! Sekaiichi!! (ついに決着!世界一!!)                                                             | 13 d'abril de 2011      | 4 de gener de 2023       |
| Queden pocs minuts per acabar el partit i les forces de tots els jugadors es van esgotant. En aquests moments cal saber què hi ha en joc i què és el més important. I llavors l'entrenador de l'Inazuma Japó decideix donar al seu equip l'ordre més inesperada de totes: "Gaudiu!" |                      | |                         |                          |
| 126 | 59                   | Llàgrimes a la graduació! Namida no Sotsugyō-shiki! (涙の卒業式!)                                                                            | 20 d'abril de 2011      | 4 de gener de 2023       |
| Ja han passat mesos des que es va jugar la final i ha arribat el dia de l'acte de graduació d'en Mark Evans i els seus companys. A més de fer un pas més en les seves vides, també és el moment de fer un pas al costat i deixar que el club de futbol del Raimon segueixi avançant amb altres jugadors. I no hi ha millor manera de celebrar-ho que amb un partit de futbol.                                    |                      | |                         |                          |
| 127 | 60                   | Un xut cap al futur! Ashita e no Kikkuofu! (明日へのキックオフ!)                                                                             | 27 d'abril de 2011      | 5 de gener de 2023       |
| Ningú no es vol perdre l'últim partit de futbol de secundària d'en Mark i la resta. Al voltant de la pilota de futbol queden tantes experiències i tants records que costa donar-los per acabats. Però, si d'alguna cosa poden estar segurs els nostres amics, és que allà on siguin en Mark Evans i el Raimon, hi haurà futbol i aventures per a tothom!                                                        |                      | |                         |                          |